# Сож
Сож (бел. Сож, укр. Сож) — река в Европе, левый приток Днепра. Протекает по территории России, Беларуси и частично по границе с Украиной. Длина реки — 648 км (из них 493 км по Беларуси), площадь водосборного бассейна — 42 100 км². Средний расход воды — 207 м³/с.
В Посожье носители колочинской археологической культуры были предшественниками радимичей.
В верховьях реки Сож у деревень Кушлянщина и Кощино находятся курганы IX — начала XI века. В Ковшарском городище (Покровка) IX—XI веков на правом берегу реки Сож недалеко от Смоленска найдено писа́ло типа 4.

## Гидрография
Река Сож — второй по величине и водности левый приток Днепра — берёт начало на Смоленско-Московской возвышенности в Смоленском районе Смоленской области в 12 км к югу от Смоленска. Протекая по территории двух областей Беларуси (Могилёвской и Гомельской), пересекает различные геоморфологические районы ледникового и водно-ледникового происхождения. Наличие хорошо выраженных в рельефе и прослеживаемых на значительном протяжении трёх сквозных террас (двух надпойменных и поймы) составляет характерную особенность долины реки Сож. Долина хорошо выраженная, трапецеидальная, врезана на глубину 20-30 м. На большем протяжении в пределах Кричевского района её ширина составляет 1,5-3 км, при слиянии с долиной реки Остёр — 5 км. После слияния с рекой Беседь Сож течёт по Белорусскому Полесью. Склоны пологие и умеренно крутые, высотой 15-25 м, рассечены оврагами, балками и долинами притоков. Правый склон преимущественно открытый, распаханный, левый — облесен. В обнажениях долины реки и её притоков прослеживаются моргельно-меловые породы, содержащие кремнёвое сырье. Впадает в Днепр у Лоева.
Ширина русла Сожа в нижнем течении достигает 230 м, глубина — до 5-6 м, скорость течения — иногда более 1,5 м в секунду. У Гомеля каждую секунду река проносит около 200 м³ воды. Эта вода славится высокой степенью чистоты. Сож — одна из самых чистых рек в Европе.

## Притоки
Основные притоки: Вихра, Остёр, Проня, Беседь, Ипуть, Хмара, Песчанка.

## Хозяйственное использование
Длина судоходного участка реки — 373 км. Ранее на Соже действовала шлюзованная система, разрушенная во время Великой Отечественной войны.
На реке стоят следующие города: (вниз по течению): Кричев, Чериков, Славгород, Чечерск, Ветка, Гомель.

## Гидроним
Существует несколько предположений о возникновении названия реки:
- от шош «ручей, река», на мансийском языке сос «река», на языке коми сос «рукав реки»[7];
- от древнерусского сожжь «выжженные участки леса, подготовленные для распашки»[8];
- от финского susi «волк»[9];
- от древне прусского suge «дождь»[10];

На некоторых старых картах носит название Сожж. В прошлом встречались формы Съжь, Съжица, Сожа, Сожь.